# Клаусура 2012 (Сальвадор)
Клаусура 2012 (исп. Torneo Clausura 2012) — вторая половина 78-го сезона чемпионата Сальвадора по футболу.

## Участники
| Команда                | Город                |
| ---------------------- | -------------------- |
| Агила                  | Сан-Мигель           |
| Исидро Метапан         | Метапан              |
| Луис Анхель Фирпо      | Усулутан             |
| ФАС                    | Санта-Ана            |
| Онсе Мунисипаль        | Ауачапан             |
| Хувентуд Индепендьенте | Сан-Хуан-Опико       |
| УЭС                    | Сан-Сальвадор        |
| Атлетико Марте         | Сан-Сальвадор        |
| Альянса                | Сан-Сальвадор        |
| Виста Эрмоса           | Сан-Франциско Готера |

## Турнирная таблица
| М  | Команда                | И  | В  | Н | П | Мячи    | ±   | О  | Примечания     |
| -- | ---------------------- | -- | -- | - | - | ------- | --- | -- | -------------- |
| 1  | Исидро Метапан         | 18 | 10 | 8 | 0 | 34 − 15 | +19 | 38 | Финальная фаза |
| 2  | Агила                  | 18 | 9  | 2 | 7 | 28 − 18 | +10 | 29 | Финальная фаза |
| 3  | Луис Анхель Фирпо      | 18 | 7  | 7 | 4 | 30 − 23 | +7  | 28 | Финальная фаза |
| 4  | Онсе Мунисипаль        | 18 | 7  | 6 | 5 | 25 − 13 | +12 | 27 | Финальная фаза |
| 5  | ФАС                    | 18 | 6  | 9 | 3 | 24 − 23 | +1  | 27 |                |
| 6  | Хувентуд Индепендьенте | 18 | 6  | 7 | 5 | 31 − 24 | +7  | 25 |                |
| 7  | УЭС                    | 18 | 5  | 4 | 9 | 24 − 36 | −12 | 19 |                |
| 8  | Атлетико Марте         | 18 | 4  | 5 | 9 | 17 − 29 | −12 | 17 |                |
| 9  | Альянса                | 18 | 3  | 6 | 9 | 25 − 40 | −15 | 15 |                |
| 10 | Виста Эрмоса           | 18 | 3  | 6 | 9 | 17 − 34 | −17 | 15 |                |

И — игры, В — выигрыши, Н — ничьи, П — проигрыши, Мячи — забитые и пропущенные голы, ± — разница голов, О — очки

## Финальная фаза

### Полуфиналы
Первые матчи были проведены 22 апреля, а ответные состоялись 28 апреля.
| Команда 1         | Итог | Команда 2      | 1-й матч | 2-й матч |
| ----------------- | ---- | -------------- | -------- | -------- |
| Луис Анхель Фирпо | 2:5  | Агила          | 0:4      | 2:1      |
| ФАС               | 2:3  | Исидро Метапан | 2:0      | 0:3      |

### Финал
| Исидро Метапан | 1:2 (0:1) | Агила                          |
| -------------- | --------- | ------------------------------ |
| Р. Санчес 78′  | Отчёт     | Ромеро 38′ (пен.) · Муньос 70′ |

| Чемпион Сальвадора (Клаусура) 2012 |
| ---------------------------------- |
| Агила в 15-й раз                   |